# Херанек

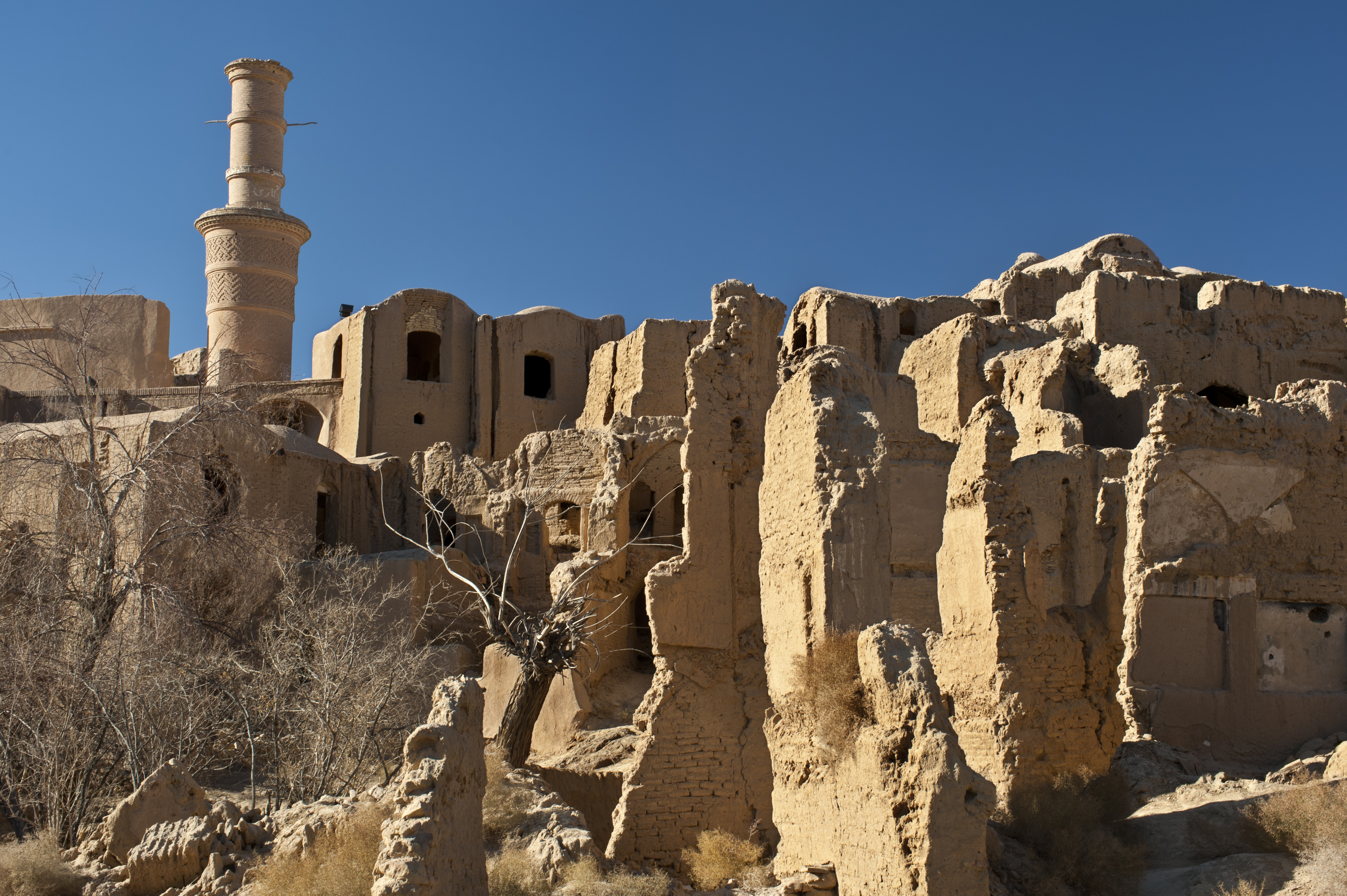

Херанек — деревня (ранее город) в провинции Йезд в Иране.
Его старый центр, оставленный жителями, превратился в город-призрак и стал туристической достопримечательностью. Расположен в 70 км к северу от города Йезд.